# Жафра
Жа́фра (кат. Jafre, вимова літературною каталанською ['ʒafɾə]) - муніципалітет, розташований в Автономній області Каталонія, в Іспанії. Код муніципалітету за номенклатурою Інституту статистики Каталонії - 170852. Знаходиться у районі (кумарці) Баш-Ампурда (коди району - 10 та BM) провінції Жирона, згідно з новою адміністративною реформою перебуватиме у складі Баґарії (округи) Жирона. 

## Назва муніципалітету
Назва муніципалітету походить від германського імені Jofre.

## Населення
Населення міста (у 2007 р.) становить 403 особи (з них менше 14 років - 8,7%, від 15 до 64 - 67%, понад 65 років - 24,3%). У 2006 р. народжуваність склала 5 осіб, смертність - 6 осіб, зареєстровано 1 шлюб. У 2001 р. активне населення становило 152 особи, з них безробітних - 5 осіб.

Серед осіб, які проживали на території міста у 2001 р., 290 народилися в Каталонії (з них 214 осіб у тому самому районі, або кумарці), 26 осіб приїхало з інших областей Іспанії, а 23 особи приїхали з-за кордону. 

Вищу освіту має 9,7% усього населення. 

У 2001 р. нараховувалося 130 домогосподарств (з них 30% складалися з однієї особи, 24,6% з двох осіб,19,2% з 3 осіб, 15,4% з 4 осіб, 5,4% з 5 осіб, 3,8% з 6 осіб, 0,8% з 7 осіб, 0% з 8 осіб і 0,8% з 9 і більше осіб).

Активне населення міста у 2001 р. працювало у таких сферах діяльності : у сільському господарстві - 19,7%, у промисловості - 19,7%, на будівництві - 14,3% і у сфері обслуговування - 46,3%. 

 У муніципалітеті або у власному районі (кумарці) працює 95 осіб, поза районом - 91 особа.

### Безробіття
У 2007 р. нараховувалося 1 безробітний (у 2006 р. - 9 безробітних), з них чоловіки становили 0%, а жінки - 100%.

## Економіка

### Підприємства міста

#### Промислові підприємства
| \| Промислові підприємства міста, за сферою діяльності \| Промислові підприємства міста, за сферою діяльності \| Промислові підприємства міста, за сферою діяльності \| \| Рік \| 2002 р. \| 2001 р. \| \| --------------------------------------------------- \| --------------------------------------------------- \| --------------------------------------------------- \| \| Енергетичні та водні ресурси \| 0% \| 0% \| \| Хімія та метали \| 16,7% \| 16,7% \| \| Переробка металів \| 33,3% \| 33,3% \| \| Продукти харчування \| 16,7% \| 16,7% \| \| Текстиль \| 0% \| 0% \| \| Виробництво меблів, видання \| 33,3% \| 33,3% \| \| Інше \| 0% \| 0% \| \| Усього підприємств \| 6 \| 6 \| |         |         |
| Промислові підприємства міста, за сферою діяльності |         |         |
| Рік | 2002 р. | 2001 р. |
| Енергетичні та водні ресурси | 0%      | 0%      |
| Хімія та метали | 16,7%   | 16,7%   |
| Переробка металів | 33,3%   | 33,3%   |
| Продукти харчування | 16,7%   | 16,7%   |
| Текстиль | 0%      | 0%      |
| Виробництво меблів, видання | 33,3%   | 33,3%   |
| Інше | 0%      | 0%      |
| Усього підприємств | 6       | 6       |

#### Роздрібна торгівля
| \| Підприємства роздрібної торгівлі міста, за сферою діяльності \| Підприємства роздрібної торгівлі міста, за сферою діяльності \| Підприємства роздрібної торгівлі міста, за сферою діяльності \| \| Рік \| 2002 р. \| 2001 р. \| \| ------------------------------------------------------------ \| ------------------------------------------------------------ \| ------------------------------------------------------------ \| \| Продукти харчування \| 75% \| 60% \| \| Одяг та взуття \| 0% \| 20% \| \| Товари для дому \| 25% \| 20% \| \| Книги та періодичні видання \| 0% \| 0% \| \| Промислова хімічна продукція \| 0% \| 0% \| \| Продукція, пов'язана з транспортними засобами \| 0% \| 0% \| \| Інше \| 0% \| 0% \| \| Усього підприємств \| 4 \| 5 \| |         |         |
| Підприємства роздрібної торгівлі міста, за сферою діяльності |         |         |
| Рік | 2002 р. | 2001 р. |
| Продукти харчування | 75%     | 60%     |
| Одяг та взуття | 0%      | 20%     |
| Товари для дому | 25%     | 20%     |
| Книги та періодичні видання | 0%      | 0%      |
| Промислова хімічна продукція | 0%      | 0%      |
| Продукція, пов'язана з транспортними засобами | 0%      | 0%      |
| Інше | 0%      | 0%      |
| Усього підприємств | 4       | 5       |

#### Сфера послуг
| \| Підприємства міста, що працюють у сфері послуг, за діяльністю \| Підприємства міста, що працюють у сфері послуг, за діяльністю \| Підприємства міста, що працюють у сфері послуг, за діяльністю \| \| Рік \| 2002 р. \| 2001 р. \| \| ------------------------------------------------------------- \| ------------------------------------------------------------- \| ------------------------------------------------------------- \| \| Гуртова торгівля \| 11,1% \| 30% \| \| Готелі та готельний бізнес \| 11,1% \| 0% \| \| Транспорт та зв'язок \| 11,1% \| 10% \| \| Посередницькі фінансові послуги \| 0% \| 0% \| \| Послуги підприємствам \| 11,1% \| 10% \| \| Послуги фізичним особам \| 33,3% \| 30% \| \| Нерухомість та ін. \| 22,2% \| 20% \| \| Усього підприємств \| 9 \| 10 \| |         |         |
| Підприємства міста, що працюють у сфері послуг, за діяльністю |         |         |
| Рік | 2002 р. | 2001 р. |
| Гуртова торгівля | 11,1%   | 30%     |
| Готелі та готельний бізнес | 11,1%   | 0%      |
| Транспорт та зв'язок | 11,1%   | 10%     |
| Посередницькі фінансові послуги | 0%      | 0%      |
| Послуги підприємствам | 11,1%   | 10%     |
| Послуги фізичним особам | 33,3%   | 30%     |
| Нерухомість та ін. | 22,2%   | 20%     |
| Усього підприємств | 9       | 10      |

## Житловий фонд
У 2001 р. 2,3% усіх родин (домогосподарств) мали житло метражем до 59 м2, 15,4% - від 60 до 89 м2, 33,8% - від 90 до 119 м2 і
48,5% - понад 120 м2.

З усіх будівель у 2001 р. 29% було одноповерховими, 64% - двоповерховими, 7
% - триповерховими, 0% - чотириповерховими, 0% - п'ятиповерховими, 0% - шестиповерховими,
0% - семиповерховими, 0% - з вісьмома та більше поверхами.

## Автопарк
| \| Автомобілі, зареєстровані у місті, за призначенням \| Автомобілі, зареєстровані у місті, за призначенням \| Автомобілі, зареєстровані у місті, за призначенням \| \| Рік \| 2006 р. \| 2005 р. \| \| -------------------------------------------------- \| -------------------------------------------------- \| -------------------------------------------------- \| \| Приватні автомобілі \| 61,1% \| 61,3% \| \| Мотоцикли \| 10,5% \| 10,5% \| \| Вантажівки \| 25,3% \| 25,3% \| \| Трактори \| 0% \| 0% \| \| Автобуси та ін. \| 3,1% \| 2,9% \| \| Усього автомобілів \| 352 шт. \| 344 шт. \| |         |         |
| Автомобілі, зареєстровані у місті, за призначенням |         |         |
| Рік | 2006 р. | 2005 р. |
| Приватні автомобілі | 61,1%   | 61,3%   |
| Мотоцикли | 10,5%   | 10,5%   |
| Вантажівки | 25,3%   | 25,3%   |
| Трактори | 0%      | 0%      |
| Автобуси та ін. | 3,1%    | 2,9%    |
| Усього автомобілів | 352 шт. | 344 шт. |

## Вживання каталанської мови
У 2001 р. каталанську мову у місті розуміли 96,7% усього населення (у 1996 р. - 99,7%), вміли говорити нею 93,4% (у 1996 р. - 
93,4%), вміли читати 92,2% (у 1996 р. - 92,2%), вміли писати 85
% (у 1996 р. - 80,9%). Не розуміли каталанської мови 3,3%.

## Політичні уподобання
У виборах до Парламенту Каталонії у 2006 р. взяло участь 204 особи (у 2003 р. - 228 осіб). Голоси за політичні сили розподілилися таким чином:
| \| Вибори до Парламенту Каталонії \| Вибори до Парламенту Каталонії \| Вибори до Парламенту Каталонії \| \| Рік \| 2006 р. \| 2003 р. \| \| -------------------------------------- \| ------------------------------ \| ------------------------------ \| \| Конвергенція та Єднання (CiU) \| 32,4% \| 37,3% \| \| Соціалістична партія Каталонії (PSC) \| 19,6% \| 25% \| \| Народна партія (PP) \| 4,4% \| 4,8% \| \| Ініціатива за Каталонію — Зелені (ICV) \| 7,8% \| 2,2% \| \| Республіканська лівиця Каталонії (ERC) \| 30,4% \| 27,2% \| \| Громадяни — Громадянська партія (C's) \| 1,5% \| 0% \| \| Інші \| 3,9% \| 3,5% \| |         |         |
| Вибори до Парламенту Каталонії |         |         |
| Рік | 2006 р. | 2003 р. |
| Конвергенція та Єднання (CiU) | 32,4%   | 37,3%   |
| Соціалістична партія Каталонії (PSC) | 19,6%   | 25%     |
| Народна партія (PP) | 4,4%    | 4,8%    |
| Ініціатива за Каталонію — Зелені (ICV) | 7,8%    | 2,2%    |
| Республіканська лівиця Каталонії (ERC) | 30,4%   | 27,2%   |
| Громадяни — Громадянська партія (C's) | 1,5%    | 0%      |
| Інші | 3,9%    | 3,5%    |

У муніципальних виборах у 2007 р. взяло участь 257 осіб (у 2003 р. - 259 осіб). Голоси за політичні сили розподілилися таким чином:
| \| Муніципальні вибори \| Муніципальні вибори \| Муніципальні вибори \| \| Рік \| 2007 р. \| 2003 р. \| \| -------------------------------------- \| ------------------- \| ------------------- \| \| Конвергенція та Єднання (CiU) \| 34,6% \| 52,9% \| \| Соціалістична партія Каталонії (PSC) \| 12,5% \| 0% \| \| Народна партія (PP) \| 0% \| 0% \| \| Ініціатива за Каталонію — Зелені (ICV) \| 0% \| 0% \| \| Республіканська лівиця Каталонії (ERC) \| 0% \| 0% \| \| Громадяни — Громадянська партія (C's) \| 0% \| 0% \| \| Інші \| 52,9% \| 47,1% \| |         |         |
| Муніципальні вибори |         |         |
| Рік | 2007 р. | 2003 р. |
| Конвергенція та Єднання (CiU) | 34,6%   | 52,9%   |
| Соціалістична партія Каталонії (PSC) | 12,5%   | 0%      |
| Народна партія (PP) | 0%      | 0%      |
| Ініціатива за Каталонію — Зелені (ICV) | 0%      | 0%      |
| Республіканська лівиця Каталонії (ERC) | 0%      | 0%      |
| Громадяни — Громадянська партія (C's) | 0%      | 0%      |
| Інші | 52,9%   | 47,1%   |